# Diastylis glabra
Diastylis glabra is een zeekommasoort uit de familie van de Diastylidae. De wetenschappelijke naam van de soort is voor het eerst geldig gepubliceerd in 1900 door Zimmer.